# Космос-1818
«Космос-1818» («Плазма-А») — советский спутник серии «Космос». Был запущен 2 февраля 1987 года с космодрома Байконур, пусковой установки № 19 площадки № 90 (№ 90Л), ракетой-носителем «Циклон-2». Длина спутника — 10 м, диаметр — 1,3 м, масса — 3800 кг, в том числе реактора — 980 кг.

## Первоначальные орбитальные данные спутника
- Перигей — 790 км.
- Апогей — 810 км.
- Период обращения вокруг Земли — 100,6 минуты.
- Угол наклона плоскости орбиты к плоскости экватора Земли — 65°.

## Аппаратура, установленная на спутнике

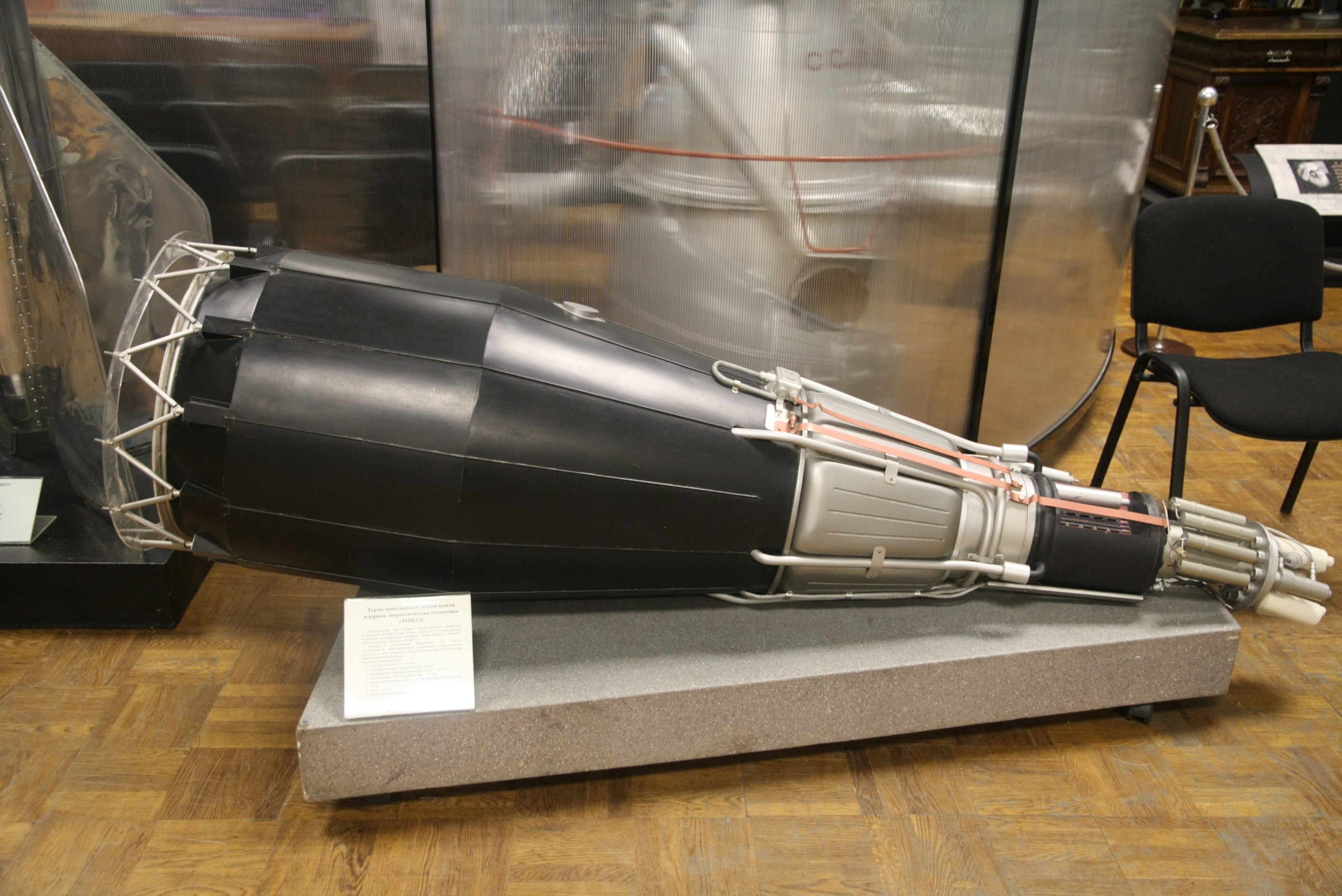
Уменьшенный макет «Топаз-1»

Спутник был предназначен для отработки и испытаний ядерной энергетической установки «Топаз-1», предназначенной для спутников радиолокационной разведки. Топливом реактора служил диоксид урана с обогащением 90 %, около 11,5 кг урана-235. Тепловая мощность реактора — 150 кВт, выходная электрическая мощность — до 6,6 кВт. Электрический генератор — термоэмиссионный преобразователь. Реактор проработал запланированное время (142 дня) до окончания запасов цезия, рабочего тела термоэмиссионного преобразователя, и был заглушен.

## Аварии
4 июля 2008 года, согласно данным NASA, произошла фрагментация спутника «Космос-1818» на орбите. Предположительно, отделившиеся фрагменты сферической формы в количестве около 30 являются каплями металлического теплоносителя (эвтектического натрий-калиевого сплава с температурой плавления −13 °C) из разрушившегося по какой-то причине контура охлаждения реактора. Они двигались относительно спутника со скоростью не более 15 м/с, поэтому взрывное разрушение маловероятно. Орбиты отделившихся фрагментов лежат на высоте от 760 до 860 км.